# کارول براونر
کارول مارتا براونر (Carol Martha Browner) (متولد ۱۶ دسامبر ۱۹۵۵)، سیاستمدار، طرفدار محیط زیست یا محیط زیست‌گرا و بازرگان آمریکایی است که از سال ۲۰۰۹ تا سال ۲۰۱۱، در دولت اوباما رئیس ادارهٔ سیاست انرژی و تغییرات اقلیمی کاخ سفید بود. براونر قبلاً از ۱۹۹۳ تا سال ۲۰۰۱ در دولت کلینتون به عنوان رئیس سازمان حفاظت از محیط زیست ایالات متحده آمریکا (EPA) خدمت کرد. براونر در حال حاضر مشاور ارشد شرکت راهبردی بازرگانی آلبرایت استونبریج گروپ است.
براونر در فلوریدا بزرگ شد و از دانشگاه فلوریدا و از دانشکدهٔ حقوق دانشگاه فلوریدا فارغ شد. براونر پس از کار در مجلس نمایندگان فلوریدا، در گروه سیتیزن اکشن در واشینگتن DC مشغول به کار شد. وی دستیار تقنینی سناتور لاتون چایلز و سناتور ال گور، شد. براونر بعدها از سال۱۹۹۱ تا سال ۱۹۹۳ ریاست وزارت تنظیم محیط زیست ایالت فلوریدا را به‌عهده داشت که این اداره را به یکی از فعال‌ترین اداره در سطح دولت ایالتی تبدیل کرد.
وی با سابقه‌ترین مدیر در تاریخ سازمان حفاظت از محیط زیست (EPA) بود و در هردو دور ریاست‌جمهوری کلینتون در این اداره کار کرد. در جریان دورهٔ تصدی، ساختار اجرائی این سازمان را مجدداً سازماندهی کرد و بر دو برنامه جدید که به هدف ایجاد مشارکت انعطاف‌پذیر با صنعت به‌عنوان بدیل مقررات عرفی طرح شده بودند، نظارت کرد. براونر یک برنامه موفق را برای مدیریت زمین‌های ملوث در نواحی شهری، راه‌اندازی کرد. وی در رأس رهبری دولت در راستای دفاع از قوانین و بودجه‌های موجود محیط زیستی قرار داشت و عامل محرک اصلی استانداردهای سخت‌گیرانهٔ کیفیت هوا که مبارزه سیاسی و حقوقی درازمدت را در پی داشت، بود.
براونر پس از آن، در سال ۲۰۰۱، عضو مؤسس شرکت آلبرایت گروپ و شرکت مدیریت سرمایه آلبرایت شد. در یک‌تعداد هیئت‌های مدیره و کمیته‌های مرتبط با مسائل محیط زیستی نیز خدمت کرد. نقش ریاست براونر در دولت اوباما، بعضی اوقات به شکل غیررسمی «انرژی کزار یا همه‌کاره انرژی» یا «همه‌کاره آب و هوا» یاد می‌شد. تلاش‌های وی در راستای تصویب قوانین جامع آب و هوا در کنگره نتیجه‌ای در برنداشت اما نقش عمده‌ای را در واکنش دولت فدرال در برابر لکه نتی خلیج مکزیک در جریان سال ۲۰۱۰، به‌عهده گرفت. براونر در سال ۲۰۱۱ از سمت خود کناره‌گیری کرد و خود این پست هم مدت کوتاهی پس از آن لغو شد. پس از کناره‌گیری از سمت خود، دوباره در شرکت ادغام یافتهٔ آلبرایت استونبریج گروپ پیوست و در چندین هیئت مدیرهٔ سازمان‌های محیط زیستی به فعالیت خود ادامه داد، در برخی شرکت‌های مربوط به انرژی و کشاورزی به کار مصروف شد و در واکنش به خطر تغییرات اقلیمی، به مدافع انرژی هسته‌ای تبدیل شد.

## اوایل زندگی و آموزش
براونر، دختر ایزابلا هرتی - هوگز و مایکل براونر، استادان علوم اجتماعی و زبان انگلیسی کامیونیتی کالج میامی دید، در شهر میامی ایالت فلوریدا متولد شد. براونر دو خواهر کوچک دارد. براونر در میامی جنوبی بزرگ شد و پیاده‌روی وی در پارک اورگلیدز که در همان نزدیکی‌ها موقعیت داشت ـ یک راه دوچرخه دوتر از خانه‌اش - وی را با دنیای طبعیی نزدیک ساخت چنان‌چه می‌گوید: «با بزرگ شدن در محیطی که طبعیت در آن قرار داشت، خیلی‌ها شکل گرفتم».
براونر مدرک کارشناسی خود را در رشتهٔ تخصصی زبان انگلیسی در سال ۱۹۷۷ از دانشگاه فلوریدا بدست آورد. سپس در سال ۱۹۷۹ با اخذ مدرک دکتری حقوق از دانشکدهٔ حقوق دانشگاه فلوریدا فارغ شد.

## حرفهٔ اولیه
براونر در جریان سال‌های ۱۹۸۰ و ۱۹۸۱، به عنوان مشاور عمومی کمیتهٔ اجرائیات مجلس نمایندگان ایالت فلوریدا کار کرد. براونر در این کمیته در راستای بازنگری برنامهٔ حفاظت و اراضی تفریحی فلوریدا، کمک کرد. در سال ۱۹۸۳ به واشینگتن DC رفت و به عنوان دستیار مدیر گروه ملی سیتیزن اکشن که سازمان لابی‌گری مردمی فعال در مسائل محیط زیستی است، مشغول به کار شد.
براونر در سال ۱۹۸۳ در سازمان سیتیزن اکشن با مایکل پادورزر، متخصص مسائل مراقبت‌های بهداشتی آشنا شد. این دو در سال ۱۹۸۷ ازدواج کردند و در شهر تکوما پارک ایالت مریلند زندگی می‌نمایند. آن‌ها یک پسر بنام زچاری دارند که در سال ۱۹۸۷ بدنیا آمد.
برانر بین سال‌های ۱۹۸۶ و ۱۹۸۸، دستیار ارشد قانون‌گذاری لاتون چایلر، سناتور آمریکایی اهل فلوریدا، بود. در این سمت بحث پیچیده‌ای را به‌هدف توسعهٔ منطقه‌ای حفاظت شده ملی سرو بزرگ و به همین‌گونه ممنوعیت حفاری فراساحل در فلوریدا کیز، به راه انداخت. در جریان سال ۱۹۸۹ به عنوان مشاور حقوقی کمیتهٔ انرژی و منابع طبیعی مجلس سنا خدمت کرد. براونر مخالف تحقیقات میدانی نبود و یک مرتبه در حین حاملگی به‌منظور انجام تحقیقات در آب‌های ساحلی شیرجه زد.
براونر از سال ۱۹۸۸ تا سال ۱۹۹۱ مدیر قانون‌گذاری سناتور ال گور بود و به دست پروردهٔ گور مشهور شد. براونر در راستای تهیهٔ لایحه هوای پاک، ستاد قانون‌گذاری گور را مدیریت کرد.

## وزیر تنظیم محیط زیستی ایالت فلوریدا
براونر به عنوان وزیر تنظیم محیط زیستی، در زمان سکونت در شهر تالاهاسی، از سال ۱۹۹۱ تا سال ۱۹۹۳ ریاست ادارهٔ تنظیم محیط زیستی ایالت فلوریدا را به‌عهده داشت. این اداره سومین بزرگترین سازمان دولتی در سطح کشور بود که ۱٬۵۰۰ کارمند و ۶۵۰ میلیون دلار بودجه داشت. براونر در این اداره بر این عقیده بود که توسعهٔ اقتصادی و حفاظت از محیط زیست نباید در تضاد با یکدیگر قرار گیرند. براونر این وزارت منفعل و نا توان را دوباره به یک اداره پویا و فعال تبدیل کرد و آن را به یکی از فعال‌ترین وزارت در دولت ایالتی فلوریدا تبدیل کرد. براونر مدت زمانی بررسی مجوزهای توسعه نواحی متأثر از تالاب‌ها و کارخانه‌های تولیدی را کم ساخت؛ به این ترتیب سبب رنجش خاطر برخی از طرفداران محیط زیست که فکر می‌کردند رویه‌های مؤثر و ساده بررسی عمومی را کاهش می‌دهد، شد.
براونر، به مبنای شناسایی ناکافی پیامدهای بهداشتی و محیط زیستی، بر توقف ساخت و ساز کارخانه‌های جدید زباله‌های خطرناک و کوره‌های زباله سوز شهرداری تلاش می‌کرد. وی قرارداری را با تفریحگاه والت دیزنی ورلد منعقد کرد که به این تفریحگاه اجازه می‌داد در بدل ۴۰ میلیون دلار کار، تالاب‌های در معرض نابودی را که در همان اطراف قرار داشت بر اساس تالاب‌های متعلق به خود، احیا نماید. براونر با متقاعد سازی شیلی فرماندار، طرفداران محیط زیست را به مذاکره برای حل و فصل دعوی فدرال در رابطه با خسارت وارده به پارک ملی اورگلیدز و مجبور سازی صنعت شکر ایالت فلوریدا به تقبل قسمت اعظم هزینه ۱ میلیارد دلاری، راضی ساخت. رئیس بزرگترین انجمن بازرگانی فلوریدا تعامل با براونر را چنین توصیف کرد: «وی دروازه به لگد می‌زند تا باز شود، یک نارنجک دستی داخل پرتاب می‌نماید و سپس داخل می‌شود به کسانی که در داخل اند شلیک کند». وی واقعاً علاقمند سازش و مصالحه نیست. {اما وی} تا اینجا کار کاملاً خوبی انجام داده‌است. مردم نسبت به کار وی بیش از شیوه انجام کار وی شکایت دارند.

## مدیر سازمان حفاظت از محیط زیست

### نامزدی و تأیید
براونر پس از انتخابات ریاست‌جمهوری سال ۱۹۹۲، به عنوان مدیر عبوری معاون رئیس‌جمهوری منتخب، گور، خدمت کرد. بیل کلینتون، رئیس‌جمهور منتخب در ۱۱ دسامبر سال ۱۹۹۲، براونر را به‌عنوان گزینهٔ خود برای سازمان حفاظت از محیط زیست اعلام کرد. در حالی‌که کلینتون و گوری، هردو از تعهدات دولت جورج دبلیو بوش در راستای حفاظت از محیط زیست در جریان کمپین انتخابی انتقاد نمودند، اما گزینش براونر ــ که توسط روزنامه واشینگتن پست به‌عنوان یک شخص «دارای ذهن و آموزش وکیل - قانون‌گذار اما روح یک فعال» توصیف شده بود ــ نشانهٔ پیروزی محیط زیست گرایی آتشین گور بر چارچوب فکری بازرگانی پر طرفدار کلینتون بود.